# Santa María de Guía de Gran Canaria
Santa María de Guía de Gran Canaria – gmina w Hiszpanii, w prowincji Las Palmas, we wspólnocie autonomicznej Wysp Kanaryjskich, o powierzchni 42,59 km². W 2011 roku gmina liczyła 14 070 mieszkańców.